# Sävsjögölen
Sävsjögölen är en sjö i Ydre kommun i Östergötland och ingår i Motala ströms huvudavrinningsområde. Sjöns area är 0,07 kvadratkilometer och den befinner sig 159 meter över havet.